# Дуннинген
Дуннинген (нем. Dunningen, алем. нем. Dunninga) — коммуна в Германии, в земле Баден-Вюртемберг.
Подчиняется административному округу Фрайбург. Входит в состав района Ротвайль. Население составляет 6025 человек (на 31 декабря 2010 года). Занимает площадь 48,44 км².